# Мамун Аль Рашид Перкаса Аламья

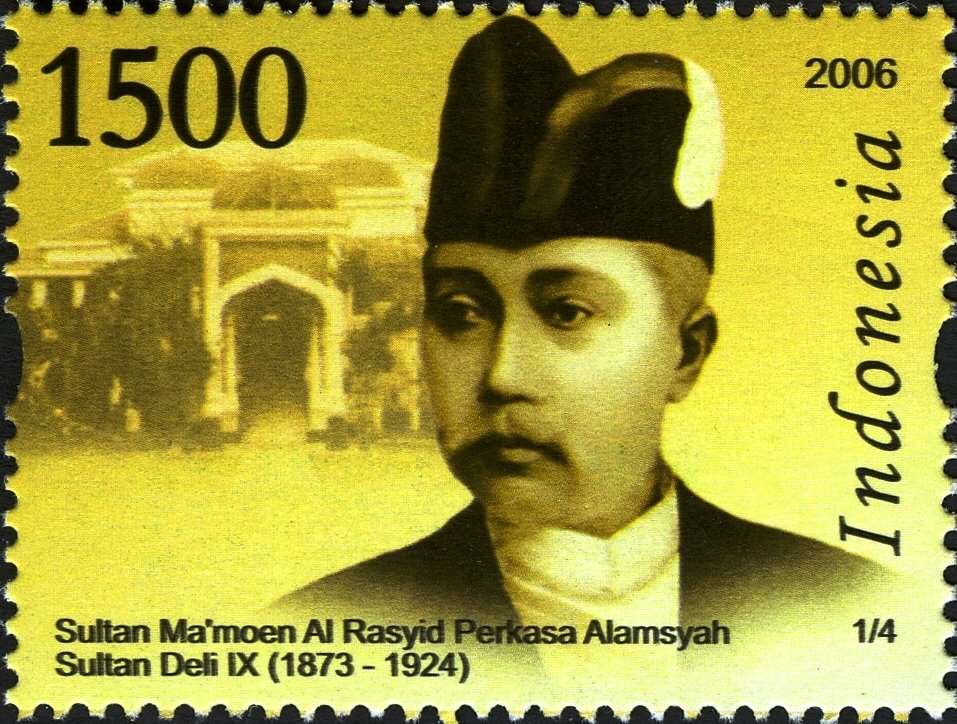
Султан Мамун Аль Рашид Перкаса Аламья на почтовой марке Индонезии. 2006 г

Мамун Аль Рашид Перкаса Алам Шах (индон. Ma'moen Al Rasyid; 26 августа 1855, Делисерданг, Северная Суматра — 9 сентября 1924, Медан, Голландская Ост-Индия) — индонезийский правитель, девятый султан Дели (1873—1924 в северной части острова Суматра).

## Биография
После смерти отца Амалуддина II, в раннем возрасте унаследован трон правителя. В связи с эти был сформирован регентский орган.
По достижении 17-летнего возраста стал официально султаном Дели.
Когда голландские колонисты, завоевавшие в 1872 г. Медан у местного султаната Дели, начали очищать землю под плантации табака, город быстро стал административным центром и центром коммерческой деятельности, определяющим развитие западной части Индонезии. Активно развивалась сеть дорог.
Мамун Аль Рашид поддерживал тесные дружеские отношения с представителями Голландской Ост-Индской компании, в результате султанат достиг пика своего процветания. Стал полковником армии Нидерландов.
Во время его правления столица была перенесена в Медан, во дворец Кампунг Бахар (построенный в 1886 −1888 годах).
Султан переехал из дворца Кота Бахари в новый дворец Истана Маймун (Дворец султана) (названный в его честь) в 1903 году. В 1906 году начал строительство Масджид Райа (Великой мечети) Медана.
Умер, оставив 3 сыновей и 5 дочерей от трёх жён. Похоронен в Великой мечети Медана.